# نشاطركم الأفراح (فلم)
نشاطركم الأفراح هو فيلم مصري عرض عام 1988 م من بطولة، يسرا، سمير صبري، تحية كاريوكا، أحمد بدير، حسن مصطفى ومن إخراج محمد عبدالعزيز.

## قصة الفيلم
يحاول مختار أن يتمم زواجه من سامية خلال فترة خطوبتهما والتي استمرت 8 سنوات، لكن العثور على شقة مناسبة هو حجر عثرة في طريقهما، وأيضًا مضايقات حماته المستمرة.

## طاقم التمثيل
| - يسرا: سامية - سمير صبري: مختار البسطاوي - تحية كاريوكا: نازك - أحمد بدير: سليمان - حسن مصطفى: نوفل - نعيمة الصغير: عنايات - أحمد غانم: منور ابوساميه - رجاء حسين: شفيقة | - سيد صادق: عم محمود - حلمي أبو هيف - ناريمان - عاطف عبد العزيز - نهاد رامي - حمدي مرسي - قدرية كامل - صباح عبد العزيز | - حسين عرعر - مطاوع عويس: حارس العمارة - جمال منصور - محمد أبو حشيش: صاحب العمارة - سيد مصطفى - سعيد شنبر - صلاح صادق - إلهام زايد | - عادل هلال - سيد حسن - حنان محمود - هشام شلبي: طفل - عمرو محمد علي: طفل - أحمد محمد: طفل - إيمان محمد علي: طفله - سحر إمام: طفله |

## فريق العمل
| - انترناشيونال فيلم (سمير صبري): منتج - إدوارد نجيب: مدير الإنتاج - أشرف ماهر: إدارة الإنتاج - حسن درويش: إدارة الإنتاج - محمد عبد العزيز: مخرج - عماد عبد العظيم: مساعد مخرج أول - هشام فؤاد: سكريبت - غسان سالم: مهندس المناظر | - ستوديو نحاس (النيل): استوديو التصوير - عبد العزيز رزق : مساعد إكسسوار - مجدي كامل: مهندس الصوت - سيد رحيم: مساعد الصوت - إبراهيم خورشيد : مسجل الحوار - رشيدة عبد السلام: مونتير - محمد الزرقا : مركب الفيلم - نعمت فايد: نيجاتيف | - محمد صفاء عامر: مؤلف - نبيل عصمت: سيناريو وحوار - ستوديو نحاس (النيل): الطبع والتحميض - ماجد موسى: مصحح الآلوان - عزت أبو عوف: ألحان وموسيقى تصويرية - كمال هلال: موسيقى تصويرية - جمال رمضان: ماكيير | - سعيد حماد: مصفف الشعر - كمال كريم: مدير التصوير - رضا السيد: مساعد مصور - جمال صالح: مساعد ريجيسير - تركي الهواري: ريجيسير - عليا أحمد: الملابس - ماجد فوزي: مصور فوتوغرافيا |